# لینچبرگ (میسیسیپی)
لینچبرگ (به انگلیسی: Lynchburg) مکانی در ایالت میسیسیپی کشور ایالات متحده آمریکا است که جمعیت آن در سرشماری سال ۲۰۱۰ میلادی، ۲٬۴۳۷
نفر بوده‌است.